# Хабибуллоев, Умед
Умед Хабибуллоев (12 ноября 1978) — таджикистанский футболист, защитник. Выступал за сборную Таджикистана.

## Биография

### Клубная карьера
Дебютировал на профессиональном уровне в 1996 году в составе клуба «Ситора», за который сыграл 11 матчей в чемпионате Таджикистана. В 1998 году перешёл в «Варзоб», где выступал на протяжении трёх лет. В 2001 году подписал контракт с казахстанским клубом «Жетысу». В Казахстане Хабибуллоев провёл два года. В первый сезон сыграл за «Жетысу» 23 матча и забил 2 гола в высшей лиге Казахстана, но по итогам сезона вылетел с командой в первую лигу, где провёл ещё один сезон. С 2003 по 2005 год поочерёдно выступал за клубы из Вьетнама и Узбекистана, но затем временно приостановил карьеру. Вернулся в большой футбол в 2008 году и несколько лет выступал за таджикские команды «Худжанд» и «Истиклол». Завершил карьеру в 2012 году.

### Карьера в сборной
Дебютировал за сборную Таджикистана 10 июня 2004 года в матче отборочного турнира чемпионата мира 2006 против сборной Сирии, в котором провёл на поле все 90 минут.
Свой второй и последний матч за сборную сыграл спустя 7 лет, 6 сентября 2011 года отыграл весь матч против сборной КНДР.

## Достижения
«Варзоб»
- Чемпион Таджикистана (3): 1998, 1999, 2000
- Обладатель Кубка Таджикистана (2): 1998, 1999

«Худжанд»
- Обладатель Кубка Таджикистана: 2008

«Истиклол»
- Чемпион Таджикистана (2): 2010, 2011
- Обладатель Кубка Таджикистана: 2010

## Личная жизнь
Его сын Сиёвуш (р. 2002) также стал футболистом. По состоянию на 2019 год является игроком молодёжной команды московского ЦСКА и сборной России до 17 лет.